# Cognac (quận)
Quận Cognac là một quận của Pháp, nằm ở tỉnh Charente, ở vùng Nouvelle-Aquitaine. Quận này có 8 tổng và 96 xã. 

## Các đơn vị hành chính

### Các tổng
Các tổng của quận Cognac là: 
1. Baignes-Sainte-Radegonde
2. Barbezieux-Saint-Hilaire
3. Brossac
4. Châteauneuf-sur-Charente
5. Cognac-Nord
6. Cognac-Sud
7. Jarnac
8. Segonzac

### Các xã
Các xã của quận Cognac, và mã INSEE là: 
| 1. Ambleville (16010)                | 2. Angeac-Champagne (16012)         | 3. Angeac-Charente (16013)           | 4. Angeduc (16014)                  |
| 5. Ars (16018)                       | 6. Baignes-Sainte-Radegonde (16025) | 7. Barbezieux-Saint-Hilaire (16028)  | 8. Barret (16030)                   |
| 9. Bassac (16032)                    | 10. Berneuil (16040)                | 11. Birac (16045)                    | 12. Boisbreteau (16048)             |
| 13. Bonneuil (16050)                 | 14. Bors-de-Baignes (16053)         | 15. Bourg-Charente (16056)           | 16. Bouteville (16057)              |
| 17. Boutiers-Saint-Trojan (16058)    | 18. Brie-sous-Barbezieux (16062)    | 19. Brossac (16066)                  | 20. Bréville (16060)                |
| 21. Challignac (16074)               | 22. Chantillac (16079)              | 23. Chassors (16088)                 | 24. Cherves-Richemont (16097)       |
| 25. Chillac (16099)                  | 26. Châteaubernard (16089)          | 27. Châteauneuf-sur-Charente (16090) | 28. Châtignac (16091)               |
| 29. Cognac (16102)                   | 30. Condéon (16105)                 | 31. Criteuil-la-Magdeleine (16116)   | 32. Fleurac (16139)                 |
| 33. Foussignac (16145)               | 34. Gensac-la-Pallue (16150)        | 35. Genté (16151)                    | 36. Gimeux (16152)                  |
| 37. Gondeville (16153)               | 38. Graves-Saint-Amant (16297)      | 39. Guimps (16160)                   | 40. Guizengeard (16161)             |
| 41. Houlette (16165)                 | 42. Jarnac (16167)                  | 43. Javrezac (16169)                 | 44. Juillac-le-Coq (16171)          |
| 45. Julienne (16174)                 | 46. Lachaise (16176)                | 47. Ladiville (16177)                | 48. Lagarde-sur-le-Né (16178)       |
| 49. Lamérac (16179)                  | 50. Le Tâtre (16380)                | 51. Les Métairies (16220)            | 52. Lignières-Sonneville (16186)    |
| 53. Louzac-Saint-André (16193)       | 54. Mainxe (16202)                  | 55. Malaville (16204)                | 56. Merpins (16217)                 |
| 57. Mesnac (16218)                   | 58. Montchaude (16224)              | 59. Mosnac (16233)                   | 60. Mérignac (16216)                |
| 61. Nercillac (16243)                | 62. Nonaville (16247)               | 63. Oriolles (16251)                 | 64. Passirac (16256)                |
| 65. Reignac (16276)                  | 66. Réparsac (16277)                | 67. Saint-Aulais-la-Chapelle (16301) | 68. Saint-Bonnet (16303)            |
| 69. Saint-Brice (16304)              | 70. Saint-Fort-sur-le-Né (16316)    | 71. Saint-Félix (16315)              | 72. Saint-Laurent-de-Cognac (16330) |
| 73. Saint-Laurent-des-Combes (16331) | 74. Saint-Médard (16338)            | 75. Saint-Même-les-Carrières (16340) | 76. Saint-Palais-du-Né (16342)      |
| 77. Saint-Preuil (16343)             | 78. Saint-Simeux (16351)            | 79. Saint-Simon (16352)              | 80. Saint-Sulpice-de-Cognac (16355) |
| 81. Saint-Vallier (16357)            | 82. Sainte-Souline (16354)          | 83. Sainte-Sévère (16349)            | 84. Salles-d'Angles (16359)         |
| 85. Salles-de-Barbezieux (16360)     | 86. Sauvignac (16365)               | 87. Segonzac (16366)                 | 88. Sigogne (16369)                 |
| 89. Touvérac (16384)                 | 90. Touzac (16386)                  | 91. Triac-Lautrait (16387)           | 92. Verrières (16399)               |
| 93. Vibrac (16402)                   | 94. Vignolles (16405)               | 95. Viville (16417)                  | 96. Éraville (16129)                |